# Gladys Merredew
Gladys Emily Merredew (* 5. Januar 1905 in South Norwood; † 30. Januar 1972 in Oare, Kent) war eine britische Schauspielerin und Sängerin.

## Leben und Wirken
Gladys Merredew war die Tochter von Arthur Edward Merredew (1869–1945) und seiner Frau Agnes Lawson (1877–1940). Sie absolvierte in den 1920er-Jahren in London eine Schauspielausbildung und eine klassische Gesangsausbildung. Im Juli 1930 hatte sie an einem Londoner Theater ihr Bühnendebüt. Als Sängerin trat sie auf zahlreichen Veranstaltungen auf, so unter anderem in einem Restaurant am Piccadilly Circus. In den 1930er-Jahren wirkte Merredew in fünf Spielfilmen mit.

## Privates
Sie heiratete im Jahr 1934 den Schauspieler Bernard Lee. Das Ehepaar wohnte im Londoner Stadtteil Hampstead und besaß zudem ein Ferienhaus in der Grafschaft Kent. Aus der Ehe ging die Tochter Ann (1942–2013) hervor. Ihr Enkel ist der Schauspieler Jonny Lee Miller.
Gladys Merredew starb am 30. Januar 1972 im Alter von 67 Jahren. Sie kam bei einem Brand in ihrem Ferienhaus in Oare ums Leben, während ihr Ehemann noch rechtzeitig von der Feuerwehr aus den Flammen gerettet werden konnte.

## Filmografie
- 1933: Idle Dreams
- 1934: I Would if I Could…
- 1935: The Baby’s View of Things
- 1936: Cows and Fishes
- 1937: Children First and Last